# Carrot Top
Carrot Top, właściwie Scott Thompson (ur. 25 lutego 1965 w Rockledge) – amerykański aktor i stand-uper.

## Życiorys
Uczęszczał do katolickiej szkoły podstawowej, a jako uczeń szkoły średniej grał na perkusji. W 1986 roku ukończył studia na Florida Atlantic University, jako student zaczął występować jako stand-uper.
W 1991 roku wystąpił w nowojorskim klubie Comic Strip Live, a rok później wziął udział w programie The Tonight Show; podpisał następnie kontrakt z hotelem Luxor Las Vegas, w którym regularnie występował. Następnie był związany ze stacją telewizyjną Cartoon Network, w której prowadził program Carrot Top’s A.M. Mayhem.
Jego wizerunek pojawił się na okładkach czasopism Orlando Magazine (luty 2001) i Las Vegas Magazine (kwiecień 2011, styczeń 2020).

## Wybrana filmografia[5]
- Klepsydra jako urzędnik (1995)
- Pure Danger jako kierowca ciężarówki (1996)
- Dennis znów rozrabia jako Sylvester (1998)
- Pomysł na interes jako Edison (1998)

## Życie prywatne
Syn Donny Wood oraz Larry'ego Thompsona – inżyniera NASA.